# Pilea portulacina
Pilea portulacina là loài thực vật có hoa trong họ Tầm ma. Loài này được (Spreng.) Blume miêu tả khoa học đầu tiên năm 1856.